# Filippo Zadotti
Filippo Zadotti (ur. 4 września 1978 w Rzymie) – włoski kierowca wyścigowy.

## Kariera
Zadotti rozpoczął karierę w wyścigach samochodowych w 1999 roku od startów we  Włoskiej Formule 3. Z dorobkiem 59 punktów uplasował się tam na dziesiątej pozycji w klasyfikacji generalnej. W późniejszych latach pojawiał się także w stawce Włoskiej Formuły Renault, Open Telefonica by Nissan, Italian Super Production Car Championship, Renault Clio Cup Italy, FIA GT3 European Championship, Superstars International Series oraz Italian GT Championship.
W World Series by Nissan Włoch wystartował w ośmiu wyścigach sezonu 2001 z włoską ekipą Sitec Motorsport. Uzbierane pięć punktów dało mu dwudzieste miejsce w końcowej klasyfikacji kierowców.